# بیشوفروده (زاکسن-آنهالت)
بیشوفروده (به آلمانی: Bischofrode) یک منطقهٔ مسکونی در آلمان است که در آیسلبن واقع شده‌است. بیشوفروده ۷۱۵ نفر جمعیت دارد.